# Нарев (пароход)
«Нарев» — вооружённый пароход Варшавской флотилии Российской империи.

## Описание парохода
Колёсный пароход с железным корпусом водоизмещением 48 тонн. Длина парохода составляла 30,48 метра, ширина — 5,3 метра, осадка — 0,61 метра. На пароходе была установлена паровая машина мощностью 16 номинальных л. с. Вооружение судна состояло из одного 24-фунтового орудия и двух 1-фунтовых пушек на вертлюгах.

## История службы
Пароход «Нарев» был построен специально для Вислы на Ижорском заводе и по частям перевезен в Варшаву, где уже был собран и вошёл в состав Варшавской флотилии России.
К концу мая 1863 года на строительной площадке завода был готов корпус парохода. Для того, чтобы сделать судно разборным, листы обшивки в районе поперечных переборок не заклёпывались, а соединялись временными болтами. Место для постройки пароходов и мастерских было выбрано у Александровской цитадели ещё до прибытия первых частей парохода. Выбранное место находилось недалеко от казарм и цитадели, в связи с чем не нуждалось в дополнительном карауле. Кроме этого, часть бань и служительский дом, поступили под оборудование в мастерские, что уменьшило стоимость постройки. 2 июня под управлением корабельного инженера-поручика Михайлова началось строительство стапеля. 5 июня все части парохода уже были доставлены к месту работы, и началась его сборка. За месяц корпус «Нарева» удалось собрать и подготовить к спуску. В это же время продолжались работы и по мастерским. Строились сарай для угля, склад с тремя отделениями для пароходов, кузница, слесарная и караулка. Все постройки были обнесены забором, а плотничья и столярная мастерские, а также склад для запчастей других судов размещались в отдельном здании.
17 июня стапель и мастерские посетил наместник в Царстве Польском, генерал-адмирал, великий князь Константин Николаевич. 25 июня командиром строящегося парохода был назначен Невахович. 27 июня начались работы по спуску парохода, для чего напротив стапеля пришлось углубить дно реки и загородить его деревянными щитами, чтобы течение не замывало его песком. 3 июля из Колпина доставили котел и паровую машину для парохода. 5 июля в 19:00 были одновременно проведены церемонии закладки и спуска судна, в присутствии наместника Царства Польского Константина Николаевича и её высочества великой княгини Александры Иосифовны. Пароход был благополучно спущен боком с высоты 3,35 метра над горизонтом воды, при этом пароход сел кормой на 30,5 сантиметров, а носом на 6,4 сантиметра. На следующий день пароход подвели к подъемному крану для установки на него машины и котлов.
В начале сентября достроечные работы на пароходе «Нарев» были завершены и 13 сентября, после швартовых испытаний машины, судно отправилось для проведения стрельб в Беляны. При этом недостатков в креплении корпуса обнаружено не было, паровая машина работала плавно, без вибрации, но её мощность в 15 л. с. оказалась недостаточной, особенно при полной воде и усилении течения почти вдвое. 14 октября в Варшаву прибыла 3-я рота Гвардейского экипажа под командованием капитан-лейтенанта Осетрова и приказом от 15 октября командиром парохода был назначен лейтенант Валькевич.
На начало кампании 1864 года на пароходе ещё продолжались внутренние отделочные работы. 17 марта 1864 года «Нарев» был отправлен к прусской границе. И, зайдя по дороге в Плоцк и Влоцлавек, 21 марта прибыл в местечко Нишава, где занял брандвахтенный пост, который бессменно нёс до 15 июля. 7 июля 1864 года главнокомандующий войсками в Царстве Польском приказал упразднить Варшавскую флотилию, в связи с чем 8 июля на пароходе был получен приказ о возвращении в Варшаву и 20 июля судно возвратилось в варшавский порт. Эти события странным образом совпали с возникшими в Прусской Польше волнениями. К тому же, к этому времени у командования сложилось устойчивое мнение о большой пользе парохода на границе — от поляков «Нарев» получил прозвище «противоповстанческий пароход». В связи с этим по личному распоряжению наместника 25 июля, пополнив запасы, пароход вновь отправился на границу к месту прежней стоянки.
31 октября, по окончании кампании, в числе прочих судов флотилии пароход был разоружён. При расформировании флотилии пароход «Нарев», вместе с пароходом «Буг», предполагалось разобрать и перевезти в Санкт-Петербург. 31 октября по окончании кампании в числе прочих судов флотилии пароход был разоружён, но сильные морозы помешали его разборке. Все работы были отложили до весны следующего года, а ответственность за сохранность парохода возложена на нового командира парохода «Висла», лейтенанта барона Бойе 2-го, прибывшего 13 ноября прибыл из Кронштадта в Варшаву.
В 1865 году пароход был разобран и оставлен на хранение под навесом в Варшаве, а 15 октября 1871 года был продан с торгов частным владельцам.